# Megalodoras guayoensis
Megalodoras guayoensis är en fiskart som först beskrevs av Fernández-yépez, 1968.  Megalodoras guayoensis ingår i släktet Megalodoras och familjen Doradidae. Inga underarter finns listade i Catalogue of Life.